# Johann Georg Walch

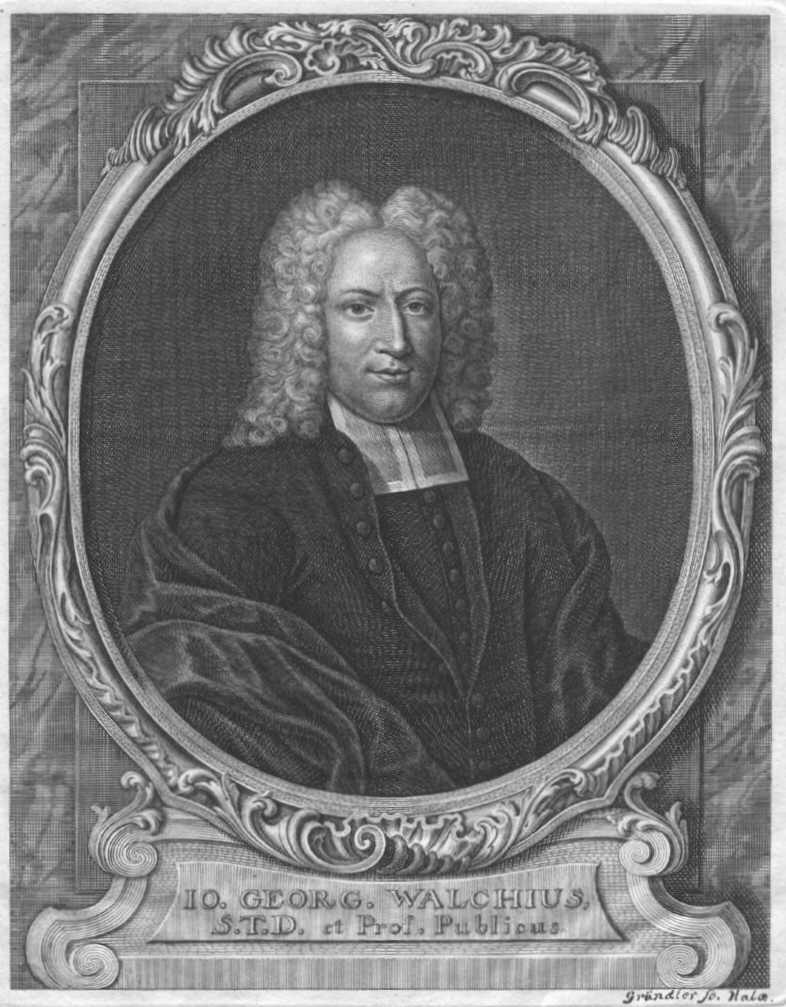
Johann Georg Walch.

Johann Georg Walch, född 17 juni 1693 i Meiningen, död 18 februari 1775 i Jena, var en tysk teolog, kyrkohistoriker och filosof, far till teologerna Johann Ernst Immanuel Walch och Christian Wilhelm Franz Walch.
Walch studerade i Leipzig, där han inspirerades av pietismens tankar. År 1713 blev han magister där i klassisk filologi. Efter 1718 undervisade han i Jena. Samma år blev han extraordinarie professor i filosofi och forntidskunskap, 1719 ordinarie professor i retorik, 1721 i poesi, 1728 i teologi. Han utgav omfattande verk om kyrko- och dogmhistoria, särskilt kan framhävas Historische und theologische Einleitung in die Religionsstreitigkeiten der evangelisch-lutherischen Kirche (1730-1739), och Historische und theologische Einleitung in die Religionsstreitigkeiten, welche sonderlich außer der evangelisch-lutherischen Kirche entstanden (1733-1736) samt Bibliotheca theologica selecta (1757-1765). 
I Sverige är Walch bland annat känd för sin pessimistiska syn på möjligheten av bildning i Norden, och att han ansåg att kalla klimat förtog djärvheten i krig och att svenskar och danskar var slöa, räddhågade och dumma, en teori som han lade fram i artikeln "Naturell der Völker". En omedelbar reaktion rönte hans artikel i Untersuchung des Temperaments einer ganzen Nation (1757) av Johan Fredrik Kryger. Däri riktar han allmän kritik mot klimatläran och framhåller Sveriges ärorika historia. Enligt honom kunde klimatdeterminism inte förklara kulturella fenomen. Argumentet var klassiskt: samma folk vid olika historiska tidpunkter har uppvisat olika karaktärsdrag.